# Звягель
Звя́гель (з 1795 по 2022 рік — Новоград-Волинський) — місто в Житомирській області України. Адміністративний центр Звягельського району та Новоград-Волинської міської громади. Розташований у північно-західній частині області, у місці впадіння річки Смолки до Случі, правої притоки Горині. Вперше згадується у джерелах 1256 року як руське місто Возвягель. Розвинувся як урбаністичний центр у XVI столітті під пануванням князів Острозьких.
Відстань до Києва — 218 км, до Львова — 312 км. Великий транспортний центр. Населення — 54,3 тисячі осіб (станом на 01.01.2025 року). Батьківщина Лесі Українки.
Нинішній мер міста — Богдан Мосійчук.

## Назва
- Новогра́д-Воли́нський — назва міста з 1795 по жовтень 1941 року та з січня 1944 по 16 листопада 2022 року
- Возвягль — історична назва
- Звягель, Звягіль, Звяголь, Звягаль (пол. Zwiahel, їд. זוועהיל) — назва часів Великого князівства Литовського, Речі Посполитої та з 2022 року.

## Географія
Місто розміщене на річці Случ, на півдні Поліської низовини за 86 км на захід від Житомира. Вузол залізничних (Звягель-І) і автомобільних шляхів.
Територія міста належить до Случ-Горинського фізико-географічного району. Рельєф — хвилястий, який переходить у рівнинний у долинах річок.
Клімат у Звягелі — помірно континентальний.

## Історія

### Русь

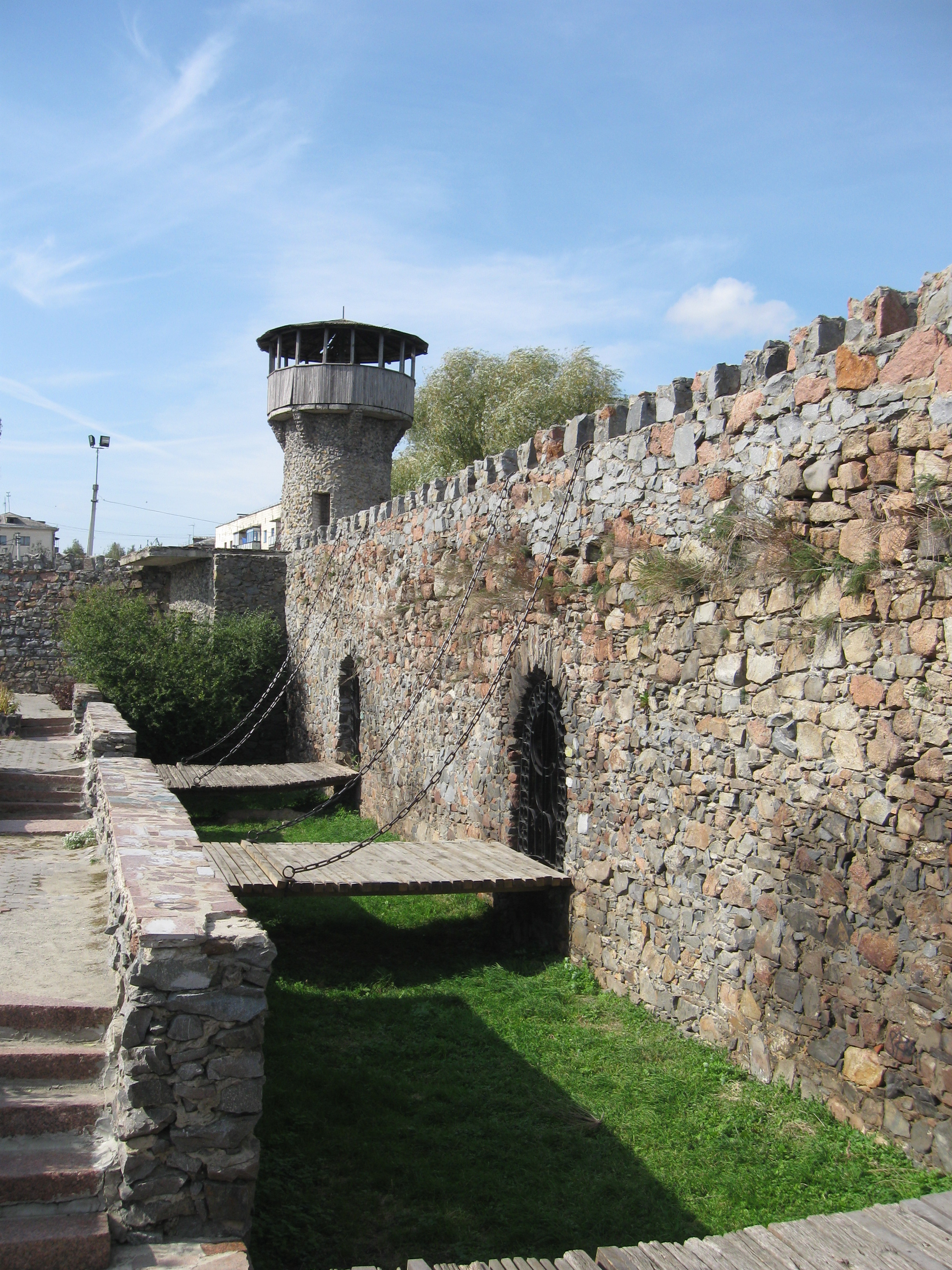
Реконструкція частини Звягельської фортеці, 2010

У околицях Звягеля розташовані кілька курганних могильників 1-ї половини — середини XI ст., які пов'язують із розселенням тут полонених ятвягів за князювання Ярослава Мудрого. Насипи цих курганів мають кам'яні елементи, що нетипово для слов'янських поховальних пам'яток.
Вперше місто згадується за назвою Возвягль у 1256 р. у Галицько-Волинському літописі. Роком пізніше, через непокору його жителів, го́род спалено дружиною короля Данила. Недавні археологічні розкопки городища на правому березі Случі, описані ще наприкінці XIX ст. В. Антоновичем, дозволили визначити місце розташування, розміри й особливості побуту цього стародавнього міста.

### Велике князівство Литовське
Нове поселення виникло через багато років на лівому стрімчастому березі Случі. У 1432 р. ще містечко Взвяголь, у 1499 — лише маєток Звяголь, який як бенефіцію отримав К. І. Острозький. У 1507 р. він отримав дозвіл на будівництво замку і закладання міста («місто садити»). Ядро Звяголя як міста — замок, побудований у 1507—1595 рр.

### Річ Посполита
Після Люблінської унії 1569 р. місто увійшло до Малопольської провінції монархічної федеративної держави Речі Посполитої (Республіки Обох Націй). Внаслідок зміни транслітерації на польську латинку, назва міста — Звягель.
Населення міста до 1589 року складало майже 1000 осіб. 1605 року відбувся спустошувальний набіг татар, постраждав і Звягель.
1620 р. у Звягелі було п'ять вулиць і два передмістя з загальним числом дворів 403. Місто мало школу і лікарню («дім шпитальний») У 1636—1648 роках — резиденція Анни-Алоїзи Острозької (Ходкевич). В 1648 р. у місті 454 дворів.

### Військо Запорозьке

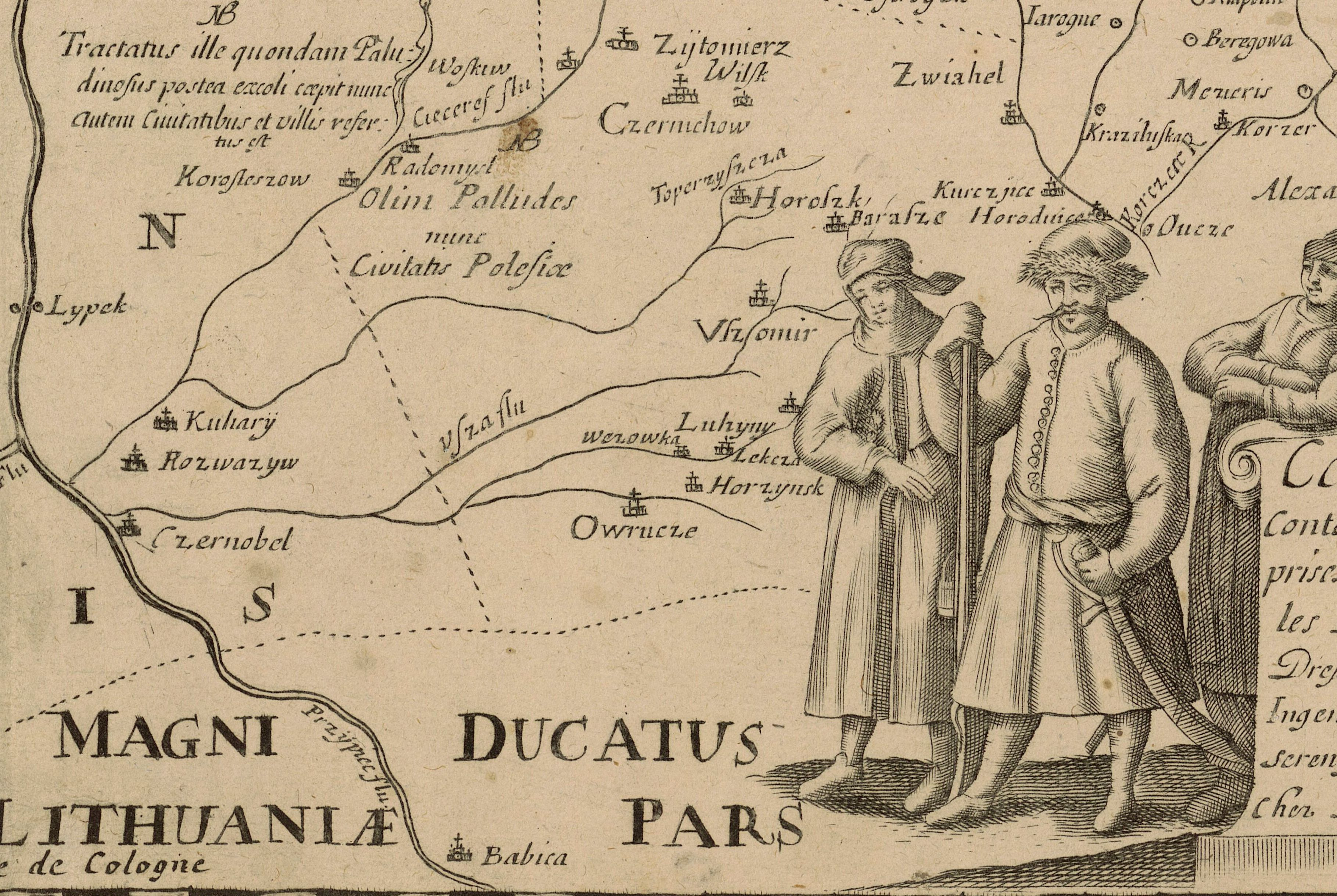
Звягель на мапі Боплана, 1648 рік

Під час визвольної війни повстанці захопили замок, залога якого перед цим втекла, і велику аптеку Анни-Алоїзи. У 1648—1649 роках Звягель був центром Звягельського (Волинського) козацького полку, його полковниками були наказний Іван Донець, теренові — місцевий кушнір Михайло Тиша та Герасим Яцкевич. Козаки підсилили укріплення міста, про яке поляки в 1649 р. писали:«…добре укріплене, бо багато веж та паркани дуже міцні й пересипані землею». Після жорстокого бою і підпалу міста, 13 червня 1649 р. козаки і місцеві повстанці вийшли з міста й мостом переправились через р. Случ, залишивши полякам спалений Звягель. До наших часів збереглися залишки фортеці князя Острозького — фрагменти замкових стін, бастея, бастіон, чотирикутна вежа і давні малюнки-схеми. Фортеця була типовою бастейно-бастіонною спорудою епохи ренесансу.
Під час національно-визвольної війни місто зазнало значних матеріальних та людських втрат, адже воно залишалось прикордонним містом до Андрусівського миру 1667 року. У 1675 році у Звягелі мешкало не більше 200—250 осіб.

### Річ Посполита
З 1658 р. Звягель перейшов до роду Любомирських. У 20-х роках XVIII століття володарем Звягеля став Юрій Любомирський, сандомирський воєвода, а у 1738 році — Станіслав Любомирський. Протягом XVIII ст. відновлено і споруджено нові головні храми Звягеля: у 1730 р. — дерев'яний собор, близько 1740 р. — Велику синагогу, приблизно в середині сторіччя — дерев'яну церкву Святої Трійці, а в 1784 р. — новий кам'яний костел Воздвиження Святого Хреста (при цьому була розібрана частина стін замку).
В 1766 р. у Звягелі було 379 будинків, але в 1775 р., після великої пожежі, залишилося тільки 234. Населення складало 2000 осіб, дохід міста становив 11082 злотих. Відповідно до усних переказів, у XVIII ст. містечко простягалося на захід приблизно до нинішнього кінотеатру, а далі починався ліс.

### У складі Волинської губернії Російської імперії
Після другого поділу Речі Посполитої місто перейшло до Російської імперії. 1795 року указом Катерини II місто змінило назву на Новоград-Волинський та стало губернським центром Волинської губернії. Але надалі невеликі розміри і відсутність пристосованих будинків для розміщення різних канцелярій перешкодили Новограду-Волинському стати центром Волинської губернії. З цієї ж причини перевели з міста в містечко Полонне повітове дворянське училище. З 1804 року місто стає центром Новоград-Волинського повіту, а центром губернії став Житомир. Невдовзі в російських урядових колах розглядалося питання про доцільність перенесення губернського центру з Житомира в інший населений пункт, оскільки Житомир займав невигідне географічне положення, розміщуючись майже на самому східному кордоні губернії. Як кандидатури на новий губернський центр висувалися Луцьк, Дубно і Новоград-Волинський. У характеристиці останнього відзначається, що в місті немає зручних приміщень не тільки для губернських, але навіть для повітових урядових місць. З 522 будинків лише 5 були кам'яними (в їхньому числі: повітова скарбівня, будинок «причту» і «урядові» місця). У місті було 17 вулиць, з яких лише одна була вимощена камінням (Корецька), і дві площі. У 1838 р. його розміри становили 284 десятини 1656 квадратних сажнів, а населення — 6127 осіб. В описі Новограда-Волинського відзначені цікаві подробиці: 
|  | При в'їзді в місто крутою кам'янистою дорогою від самої річки є невеличка неправильна площа, від якої на всю довжину проведена одна пряма вулиця на півверсти, вимощений каменем. Інші ж, поперечні вулиці, яких не більше чотирьох, вузькі, весною і восени брудні і незручно прохідні. Будинки дерев’яні, переважна частина їх належить євреям, побудовані досить тісно і некрасиво, здебільшого криті соломою… Місто не має гарного вигляду і ніби серед лісів і боліт знаходиться. |

Доповненням до цієї характеристики слугує план міста, зроблений у 1837 р. (від нього збереглася фотокопія, що перебуває в Новоград-Волинському міському архіві). Цей план дає уявлення про межі міста того часу: на сході — річка Случ, на заході — перетин нинішніх вулиць Шевченка, Київської та Лесі Українки, на півдні — район військової частини по вул. Гетьмана Сагайдачного, на півночі — район будинку дитини по вул. Героїв Майдану. Центром міста тоді була досить велика базарна площа, що розташовувалася поблизу древнього замку. На ній з різних боків розташовувалися собор, костьол і синагога (іменована єврейською школою). Посередині площі зображені урядові місця, що розміщалися в древній ратуші. Навколо площі й у її межах притискалися впритул один до одного єврейські будинки і крамниці, їх півкільцем оточували християнські квартали. Недалеко від західного краю міста показаний казенний сад (приблизно в тих же межах, що і нинішній міський сад), а через дорогу від нього — християнський цвинтар із каплицею. Інший цвинтар, єврейський, розміщувався в цей час біля лівого берега річки Случ, у районі нинішньої вулиці Коцюбинського.
На південно-східному окрайку, на березі Случі в районі нинішнього РЕМ, стояв водяний млин, будинок якого зберігся дотепер. Через відсутність моста товари і пасажирів перевозили на протилежний правий берег річки за допомогою порома (переправа здійснювалася в районі нинішнього провулка Шевченка). Звідти починалася дорога на Житомир, що проходила у той час північніше наявного нині шосе. Правобережжя, на якому розміщався маєток поміщиків Уварових (згодом — Мезенцевих), село Ново-Звягель, не входило до складу міста.
У жовтні 1846 р. у приміщенні поштової станції Новограда-Волинського зупинявся Тарас Шевченко, художник Археографічної комісії.
Розміри міста значно зросли після спорудження в 1850-х рр. Києво-Берестейського шосе. При цьому була вимощена каменем і продовжена до річки Случ вулиця Житомирська, тоді як вулиця Корецька дала початок Ново-Корецькому шосе, що пролягало північніше наявної раніше поштової дороги до Острога (відтоді її стали називати Старо-Корецькою дорогою або Старо-Корецькою вулицею). На роздоріжжі цих доріг за типовим проєктом був побудований комплекс будинків кінно-поштової станції, від якого непогано збереглися станційний будинок, готель і ямська.
У 1860-х рр. на цьому шосе був побудований дерев'яний міст кружальної системи з 3 арками на 2 кам'яних річкових биках і берегових підвалинах. Як будівельний матеріал використовувався червоний граніт, що добувається поблизу в межах міста. Недалеко від цього мосту була прорізана від шосе бічна вулиця (Тюремна), наприкінці якої виник комплекс споруджень тюремного замку (нині — закинутий військовий склад по вулиці Волі). Одночасно була продовжена Садова вулиця. У 1861 р. був зведений новий кам'яний собор на території древнього замку, після чого від останнього залишилася лише частина фортечної стіни з двома зруйнованими вежами. Змінам піддалася також древня ратуша на базарній площі, що існувала з XVI ст. і мала стіни товщиною 4 аршини. Вона позбулася старих веж і воріт і була перероблена в двоповерховий чотирикутник: на першому поверсі були ряди єврейських магазинів, а на другому — приватні квартири. В 1865 р. у місті нараховувалося 386 будинків, з яких лише 15 були кам'яними, а населення становило 7514 жителів. Площа Новограда-Волинського в 1860 р. зросла до 330 десятин.

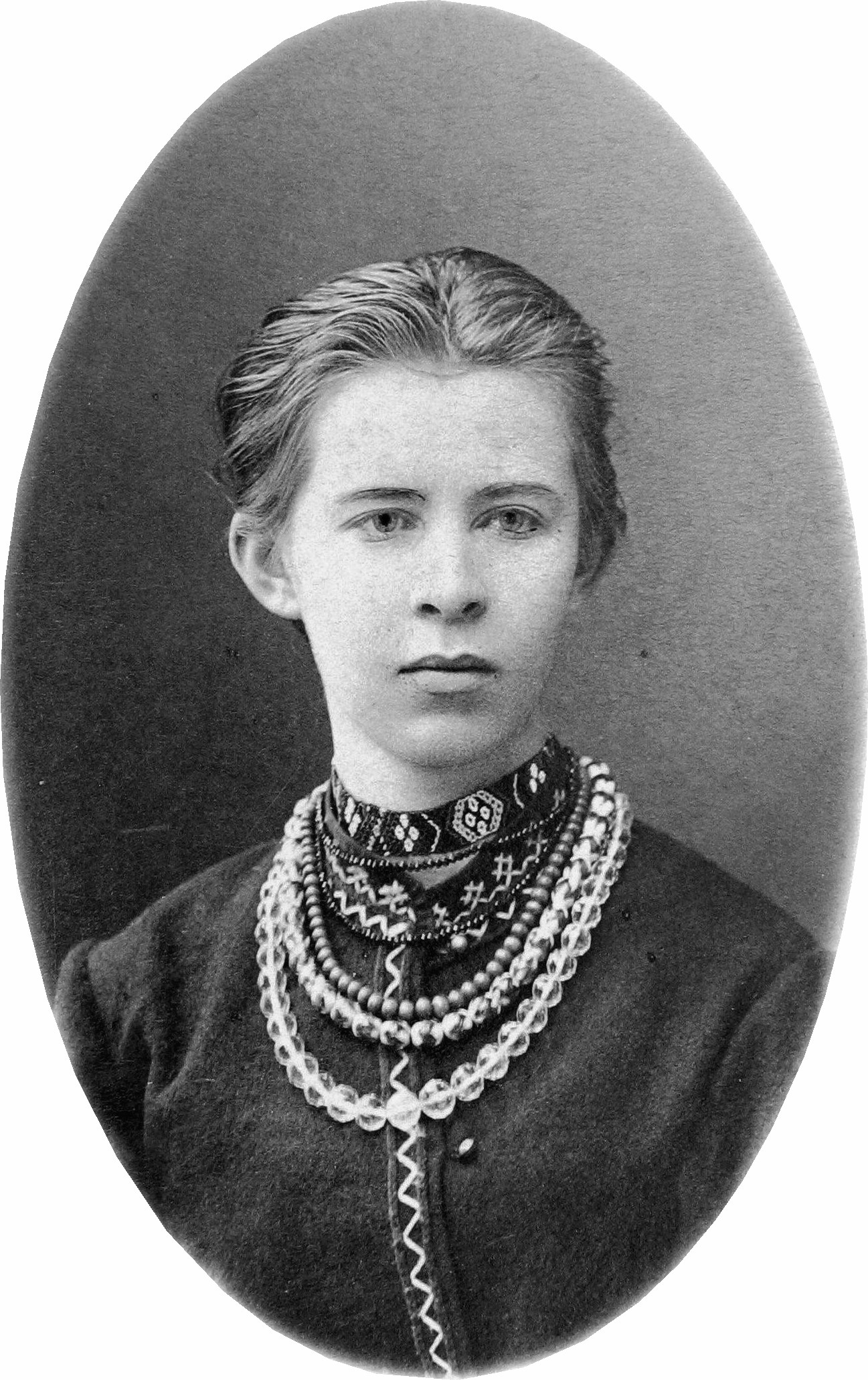
Леся Українка

13 лютого 1871 в родині Ольги та Петра Косачів народилася донька Лариса — згодом українська письменниця, відома як Леся Українка. Запис про народження Лариси Петрівни Косач є в метричній книзі міської Соборної Преображенської церкви. Лариса прожила в Новограді-Волинському від народження до переїзду родини до Луцька навесні 1879 року.
Після забудови нових вулиць і кварталів число будинків у 1879 р. досягло 1047 (у тому числі 39 кам'яних), а чисельність населення майже подвоїлася (13479 чоловік).
До кінця XIX ст. місто будувалося переважно в південно-західному напрямку. При цьому були забудовані нові вулиці: Гончарна (з 1899 р. — Пушкінська), Олександрівська, Мала Пушкінська, Мала Сусловська, Училищний провулок, Бульварна, Лікарняна, Цвинтарна, Кагукінський провулок. На останніх двох, біля нового християнського цвинтаря, оселилися російські старообрядці. Збільшилася довжина вулиць Завадської, Полонської, Гутинської, Князівської, Рибакової, Суслівської та ін. У цей період були побудовані 2-поверховий кам'яний будинок Логе (1875 р.) і будинок Петрулевича по Корецькій вулиці, будинки Уварова і Гижицької, а також будинки чоловічого і жіночого відділень повітового училища (усі — у 1875 р.) по вул. Житомирській, будинок Шульца (1895 р.) по вул. Рибаковій, будинки Ліхтанського і Межирицького (1875 р.), Висоцького (1865 р.) по вул. Гутинській, будинок Синегуба (1886 р.) і очисний винний склад (близько 1900 р.) по вул. Пушкінській, старий будинок ксьондза (1860 р.) по Соборній вул., будинок пожежної команди (1868 р.) по Троїцькій вул., чавуноливарний завод (близько 1890 р.) по Ново-Корецькому шосе й ін. Деякі з них дотепер збереглися. У підсумку, до початку 1900 р. у Новограді-Волинському вже було 3350 будинків, у тому числі 256 кам'яних, а населення його становило 15 304 особи.

На межі сторіч розгорнулося будівництво двоповерхових будинків у центрі міста, що перемістився на той час з району базарної (Соборної) площі в так званий «Угол» — місце перетинання вулиць Корецької, Житомирської, Соборної і Гутинської. Ось що пише про нього у своїх мемуарах Й. Фельдман: 
|  | Саме так, з наголосом на другому складі, називали звягельчани це оживлене перехрестя свого міста. Усі новинки в місті: афішні тумби, газові ліхтарі й інше з’являлися спочатку тут, на «Куті». Усі події в місті: революційні мітинги, ділові зустрічі, стоянки візників і побачення закоханих — все призначалося і відбувалося тут на «Куті» — загальновизнаному центрі міста. |

Респектабельний вид вулиці Корецька відзначила у своїй замітці від 12 травня 1899 р. газета «Волинь», що порівнювала її з «будь-якою вулицею Гороховою Петербурга». Однак, вже в іншій замітці цієї ж газети від 26 липня 1900 р. критикується поганий доброустрій більшості вулиць міста: «З усіх вулиць 4–5 замощені, більшість не підмітається, і неважко уявити, яка пилюка стоїть в місті в даний час. Освітлення на вулицях вкрай убоге … Завбачливі мешканці запасаються тоді власними ліхтарями».
Через відсутність водопроводу і солонуватий присмак води в колодязях більшість містян користувалося річковою водою, яку доставляли в бочках водовози. Останні разом з конями в'їжджали просто в річку, через що підіймався мул і вода ставала мутною. Згодом на дні глечиків з водою майже завжди залишався осад. Через велику скупченість населення на вулицях Троїцькій, Ковальській і на базарній площі процвітала антисанітарія. Часто траплялися пожежі й мали в цьому районі катастрофічні наслідки. Більшість вулиць з настанням вечора огортав повний морок, тому що електрика була відсутня, а встановлені на стовпах гасові й лигроїнові ліхтарі висвітлювали лише центральні вулиці.
На початку XX сторіччя до міста і його околиці прибуло близько 600 німецьких переселенців. Вони побудували будинки на Чеховській і Старо-Корецькій вулицях, з обох боків Корецького шосе. У той же період велася забудова Табірної вулиці, що одержала свою назву від літніх таборів, що розміщувалися поблизу 18-го Вологодського піхотного полку. До забудов цього періоду відносяться новий будинок ксьондза (1904 р.) на вул. Соборній, будинок Беруля (1905 р.), пивоварний завод (1908 р.), будинок Файгенгольца (1900 р.) на вул. Гутинській, будинок Ая (1910 р.) на вул. Пушкінській, земська лікарня (1900 р.) на вул. Лікарняній, будинок священника Захарійовича (1910 р.) на вул. Садовій, 4 двоповерхових будинки Шульца (1900—1905 р.) на вул. Корецькій.
Чергове розширення території міста відбулося після закінчення будівництва в 1916 р. на околицях міста залізниці Шепетівка—Коростень. При цьому були споруджені металеві мости через річки Случ і Смолку (1913 р.), станційні будинки. У 1918 р., у період німецької окупації, багато вулиць були електрифіковані після встановлення двигуна на водяному млині. Одночасно на кожному будинку з'явилися таблички з номерами, була вимощена дорога від залізничної станції до центральної частини міста.

### Період після Першої світової війни

Пам'ятник комсомольцям міста, що брали участь у громадянській війні (демонтований)

У серпні 1919 р. місто піддалося масованому обстрілу запальними снарядами з боку окупаційної Червоної армії, внаслідок чого спалахнула катастрофічна пожежа. Горіли житлові будинки, магазини і крамниці, аптеки, стародавня ратуша, храми. Протягом декількох годин було знищено близько 1000 будинків. Пожежа охопила значну територію: від кварталу, що примикав до річки Случ, «Нідер» і майже до міського саду. На цій території після нього не залишилося майже жодного дерев'яного будинку, були зруйновані багато двоповерхових будинків «Кута», що додавали центрові міста респектабельний вигляд. У роки радянсько-української війни був також зруйнований міст через Случ, і замість нього наспіх спорудили примітивну кладку (т. зв. Ковальський міст). Різко скоротилася за цей період чисельність населення: 22809 жителів у 1915 р. і лише 12858 жителів у 1922 р. В цих подіях з чудової сторони проявив себе Микола Модестов, пізніше розстріляний більшовиками.

### Радянський період
Одним із перших розпоряджень окупаційної російської влади був наказ від 27 червня 1921 року про перейменування 22 вулиць, провулків і площ міста, більшість яких одержали російські назви. Незабаром нова влада націоналізувала промислові підприємства, банки, а також будинки, що належали багатим домовласникам. Поступово почалося відновлення зруйнованих об'єктів. У 1922 р. був відремонтований міст через Случ. Цього ж року почалося масове будівництво приватних будинків у постраждалій від пожежі частині міста. Протягом декількох років виникли сотні одноповерхових (переважно дерев'яних) будинків. У деяких з них, із проголошенням НЕПа, відкрилися невеликі магазини, пекарні, майстерні. Одночасно, у націоналізованих будинках виникало безліч радянських установ. Центр міста, що складався тепер, в основному, з наспіх збитих з дерева негарних будівель, втратив свою колишню привабливість. У середині 1920-х рр. був прорізаний і забудований новий провулок між вулицями Шкільною (нині — Шолом-Алейхема) і Шевченка, що пізніше став вулицею Комсомольською.
А всього в місті в 1923 році було 28 вулиць і 8 провулків. Умовними границями міста в той час були річки Случ і Смолка, а також залізниця (територія, що прилягала до неї, теж забудовувалася в 1920-х рр.) У 1927 р. було споруджене нове протипожежне депо з високою каланчею по вул. Міжнародній (К.Маркса), перебудоване в 1970-х роках. У 1926 році силами скотарсько-молочного кооперативного суспільства було розгорнуто будівництво маслоробного заводу на Червоній (колишній Кінній) площі, який двома роками пізніше запрацював і проіснував до 1980-х рр., коли його перевели в с. Наталівку. У другій половині 1920-х рр. до складу міста ввійшов колишній поміщицький маєток на правому березі Случі — Ново-Звягель.
На початку 1930-х років був узятий курс на різку мілітаризацію міста, розташованого в той час у безпосередній близькості від радянсько-польського кордону. Сюди прибула 14-та кавалерійська дивізія імені Пархоменка. Силами військовослужбовців наприкінці 30-х років була споруджена залізниця Новоград-Волинський — Житомир. За короткий період у районі Ново-Звягеля і біля залізничного вокзалу були створені військові містечка. Колишній будинок поміщика Мезенцева також перейшов у розпорядження військових. Неподалік від нього в 1936—1937 роках були збудовані Будинок Червоної армії та госпіталь. Уздовж правого берега річки виник комплекс фортифікаційних споруджень, а в районі шпиталю — ще один міст через р. Случ. При цьому був по-варварськи знищений цвинтар у селі Лубчиця, також, як і стародавній цвинтар Преображенського приходу напроти міського саду (у зв'язку з будівництвом хлібозаводу). У 1933 році, під час будівництва будинку-гуртожитку по вулиці Радянській, 11, як фундамент використовувалися могильні плити з цвинтаря Троїцького приходу.
Внаслідок Голодомору 1932—1933 за архівними документами, у районі загинуло 1843 чол., на сьогодні встановлено імена 759 чол.
У рамках кампанії з боротьби з релігією за наказом місцевої влади були спочатку закриті, а до середини 1930-х років знесені, більшість храмів Новограда-Волинського. Особливо трагічним у цьому відношенні був 1935 рік, коли на світанку 23 червня від вибухів були цілком зруйновані собор і костел. Така ж доля очікувала і Велику синагогу. Але через те, що поруч із нею було безліч житлових будинків, її не зруйнували, а перетворили в майстерню з вулканізації шин.
Протягом 1930-х років були прорізані та забудовані нові вулиці в різних частинах міста: Кірова, Ярунська (Лянгуса), Середня Ярунська (Боженка), Мала Ярунська (Тельмана), Лесі Українки, Перекопська, 8 Березня, Коростенська, Червоне Селище (Огороднікова), Піонерський провулок та інші. Виросли в довжину вулиці Пушкінська і Лікарняна. Водночас коротшими стали вулиці Олександрівська (Пархоменка, нині Драгоманова), К. Лібкнехта, Бухаріна (Князів Острозьких), Рибакова, частини яких відійшли військовим частинам. З районів військового будівництва відселялися мешканці, що змушені були поселятися на новозбудованих вулицях.
Серед новобудов того часу слід зазначити так званий «будинок совпартактиву» (1932) по вул. І. Франка, 32, триповерховий житловий будинок (1938) по вул. К. Маркса, 4, загальноосвітні школи № 2 (1935), № 3, 5, 9 (усі — 1938), нову міську лазню (близько 1933) по вул. Медовій, склади по вул. Вокзальній, 2 (1936), нові корпуси лікарні (1938). У будинку колишнього театру ім. Троцького була створена меблева фабрика, а на території колишнього винного очисного складу в 1932 організували МТС (нині — ремзавод). У 1941 був близький до відкриття новий кінотеатр у центрі міста.
Газета «Соціалістичне Полісся» у своїй замітці відзначала великі перетворення, що відбулися в зовнішньому вигляді міста: закладення скверу з пам'ятником Леніну на місці Сінної площі з базаром, дитячого будинку в колишній лютеранській кірсі, дитячої бібліотеки № 1 в одній з малих синагог по вул. К. Маркса. Населення Новограда-Волинського за переписом 1939 року становило 23,7 тисячі жителів.

### Під час окупації Третім Райхом (Райхскомісаріат Україна)
7 липня 1941 року у ході німецько-радянської війни війська Вермахту окупували місто. Воно увійшло до складу Райхскомісаріату Україна. Наказ про створення Звягельського гебіту (нім. Gebiet — область) вийшов 20 жовтня 1941 р. До складу цієї адміністративно-територіальної одиниці увійшли Звягельський, Ярунський, Мархлевський, Баранівський і Пулинський райони. 1 квітня 1943 р. до цього гебіту приєднали також Барашівський район. Самому ж гебітовому місту було відповідно повернено його попередню назву Звягель (нім. Zwiahel).
У липні-вересні 1941 року було знищено майже 6 тисяч жителів міста. Протягом 1941—1943 років на території Парку культури та відпочинку, шкіл № 2, 5 функціонував концентраційний табір для військовополонених, де було закатовано близько 30 тисяч осіб. За часів німецько-радянської війни загинуло 14 тисяч містян. Також у роки цієї війни були зруйновані міст через Случ, хлібозавод, будинки колишнього повітового скарбництва і Великої синагоги, будинок Беруля й ін. Згоріло безліч дерев'яних будинків. Розграбований був єврейський цвинтар, з якого було знято велику кількість могильних плит для ремонту доріг.
3 січня 1944 року місто взяли війська червоної армії. Йому було повернено назву Новоград-Волинський.

### 1945—1991

#### Післявоєнна модернізація
У перші післявоєнні роки був відремонтований міст на Житомирському шосе. Однак спроба відновити міст у районі госпіталю не увінчалася успіхом (тимчасовий дерев'яний настил розібрали місцеві жителі). Вперше з'явилися в будинках водяне опалення, ванни, скраплений газ (у 1957 році газ одержали 222 квартири, а в 1960 році ним користувалися приблизно в 7 тисячах квартир). У 1956 році в державному секторі житлова площа була електрифікована на 94,1 %. У цьому ж секторі на 1.01.1960 року 35,6 % жилої площі було забезпечено водопроводом.
Багато вулиць були заасфальтовані, освітлені, розширилася їх проїжджа частина. З'явилися нові зони відпочинку. Успішно розвивався міський транспорт: у 1960-х містом курсувало 13 автобусів (у 1950-х був тільки 1 автобус на все місто). До складу міста ввійшло колишнє село Лубчиця і хутір Лідовка. Населення Новограда-Волинського у 1959 році становило 27,6 тис. осіб.
У першій половині 1960-х зведено багатоповерхівки по вул. Волі, III Інтернаціоналу, К. Маркса, універмаг у центрі міста, завод продтоварів, відкрито новий ринок. У другій половині 1960-х — початку 1970-х років «п'ятиповерхівками» забудували центр міста, перетин вулиць Пушкіна і Гагаріна, район машинобудівного заводу, а також частково правобережну частину міста. На колишній базарній площі споруджено Палац культури, а на вул. Леніна — будинок місцевої адміністрації. На північній виріжці міста побудували новий м'ясокомбінат, один з найбільших у той час в Україні. Після переїзду на околицю міста автопідприємства був відкритий доступ до стародавніх руїн замку, оголошених пам'ятником історії й взятих під охорону держави. До складу міста ввійшли колишні села Смолка і Ржатківка, а також район гранітного кар'єру.

#### Післявоєнна забудова міста
У 1945 році житловий фонд міста нараховував 1345 будинків. З них 17 були двоповерховими, 2 — триповерховими, 1 — чотириповерховим, інші — одноповерховими. З 848 приватних будинків лише 8 були цегляні, інші — дерев'яні. Серед житлових будинків лише 0,3 % мали водопровід і лише 25,2 % були електрифіковані. Переважали будинки дореволюційних часів (751 у 1950 році).
У 1950-х роках будувалися багатоповерхові будинки для робітників машинобудівного й авторемонтного заводу, а також для військовослужбовців. Одночасно прискореними темпами здійснювалося будівництво приватних житлових будинків у різних частинах міста, де виникли нові вулиці і провулки: Куйбишева, Чернишевського, Сталіна (Ломоносова), провулок Лесі Українки (вул. О. Пчілки), Калініна, Глінки, Мічуріна, Ціолковського, Червоноармійський провулок (Гетьмана Сагайдачного), Толстого й інші. До початку 1960 років нараховувалося вже 34 двоповерхових, 5 триповерхових, 10 чотириповерхових житлових будинків і 1 «п'ятиповерхівка». До того часу майже втроє збільшилося число приватних будинків (до 2600), причому серед них значно зросла питома вага кам'яних і цегляних будинків (276).
Масова забудова Новограда-Волинського у післявоєнний період поліпшила житлово-побутові умови містян. Але після появи в центральній частині міста одноманітних п'ятиповерхівок, його архітектурний стиль, що раніше зберігав своєрідність, ставав безликим та уніфікованим. Серед знесених будинків було чимало пам'ятників історії й архітектури: колишні будинки Мармера і Шульца, готель Гемерила, будинок ксьондза і костьольний будинок на пл. Лесі Українки, кірха по вул. Чехова, будинок священика Захарійовича по вул. І.Франка, торговий дім Клейна по вул. Замковій, чоловіче вище початкове училище та ін.
Наприкінці 1970-х — початку 1980-х років почалося будівництво 9-поверхових будинків на розі вулиць Леніна і Пушкіна, а також біля нового Палацу культури, де на той час сформувалася площа, названа на честь Лесі Українки. На цій площі в 1987 був встановлений з червоного граніту пам'ятник великій українській поетесі. Наприкінці 1980-х років була реставрована фортечна стіна й одна з її веж, а територія, що примикає до неї, була упорядкована і перетворена в зону відпочинку. У цей же час почалася масова забудова нового житлового масиву приватних будинків у мікрорайоні Смолка між вул. Гетьмана Сагайдачного і річкою Случ, що продовжується дотепер. У 1991 р. зведений новий костьол.

### У незалежній Україні
1994 року, завдяки спільним зусиллям болгарських будівельників і німецьких фірм, на північно-східному краю міста з'явився новий житловий масив для сімей військовослужбовців, що складається з 9-поверхових будинків, середньої школи № 11, підприємств торгівлі та сфери обслуговування. У середині 1990-х років до міста прокладено трубопровід із природним газом.
У 1994 році міська рада затвердила герб та прапор Новограда-Волинського, а у 1995 році — гімн міста, авторами якого виявилися новоградволинці журналіст, поет Юрій Ковальський та музикант, композитор Іван Мамайчук. З 1995 року місто є членом Ліги історичних міст України.
У 1995 році біля Будинку офіцерів (на вул. Леваневського) був споруджений пам'ятник жертвам фашизму, скульптор Й. C. Табачник.
У лютому 2013 року Новоград-Волинська міська рада ухвалила рішення про демонтаж пам'ятника Леніну, що був встановлений перед будівлею міської ради, та перенесення його до парку Слави за позабюджетні кошти. Після цього місцеві комуністи подавали до суду, але справи у першій інстанції та в Апеляційному суді Житомирської області було програно. Замість пам'ятника Леніну встановлено інсталяцію сонячного годинника.
У 2015 році на посаду мера вибрали Віктора Весельського.
У зв'язку з Законом України про декомунізацію в місті перейменовані радянські назви вулиць, провулків, майданів та бульварів.
16 червня 2022 року місцева рада ухвалила рішення про повернення місту історичної назви — Звягель, також було запропоновано змінити назву Новоград-Волинського району на Звягельський. У листопаді законопроєкт було передано до Верховної Ради України. Постановою Верховної Ради України від 16 листопада 2022 року місту повернуто історичну назву Звягель.

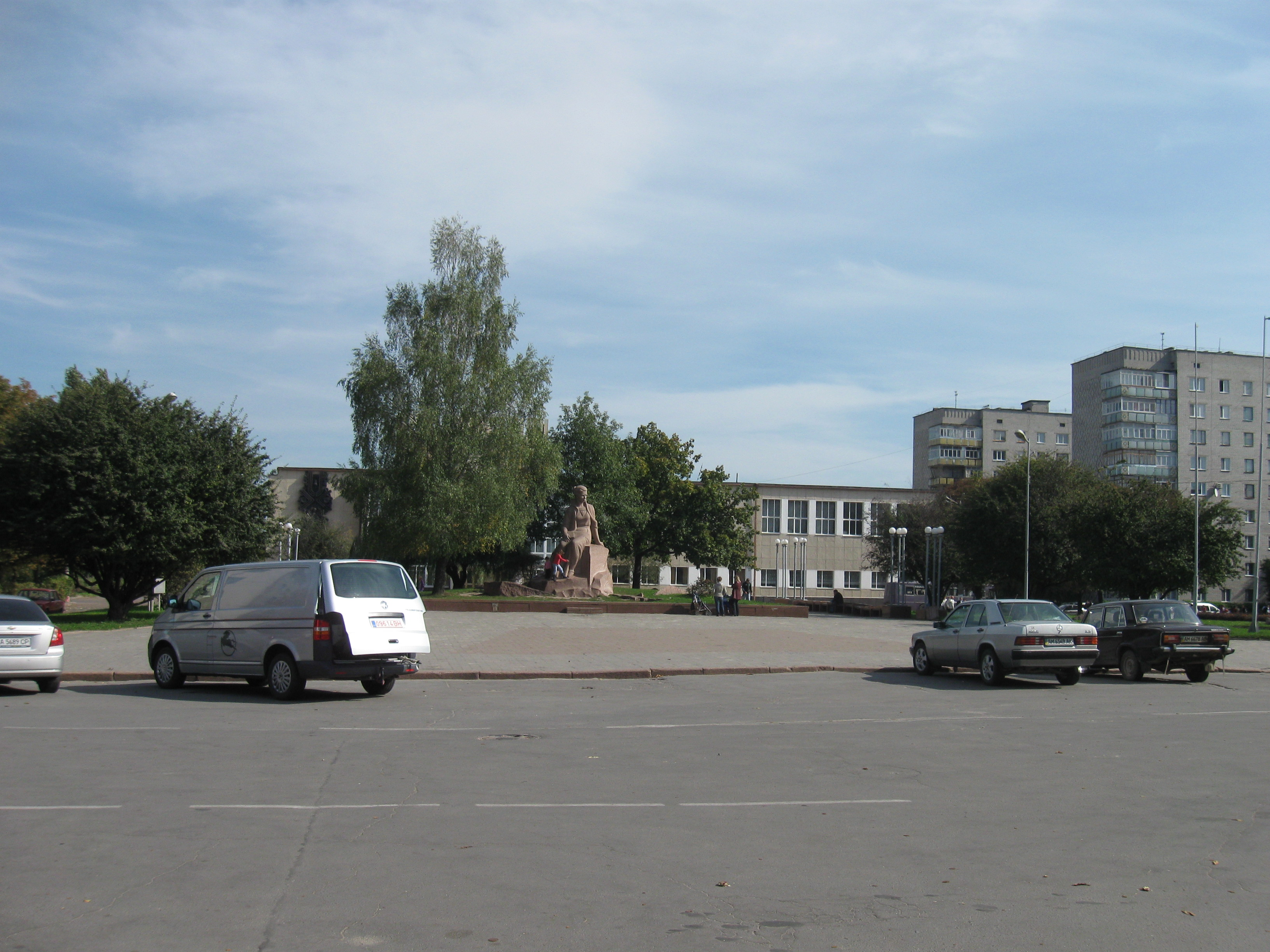
Площа Лесі Українки
Центральний вхід до парку культури та відпочинку
Фонтан у сквері над річкою Случ
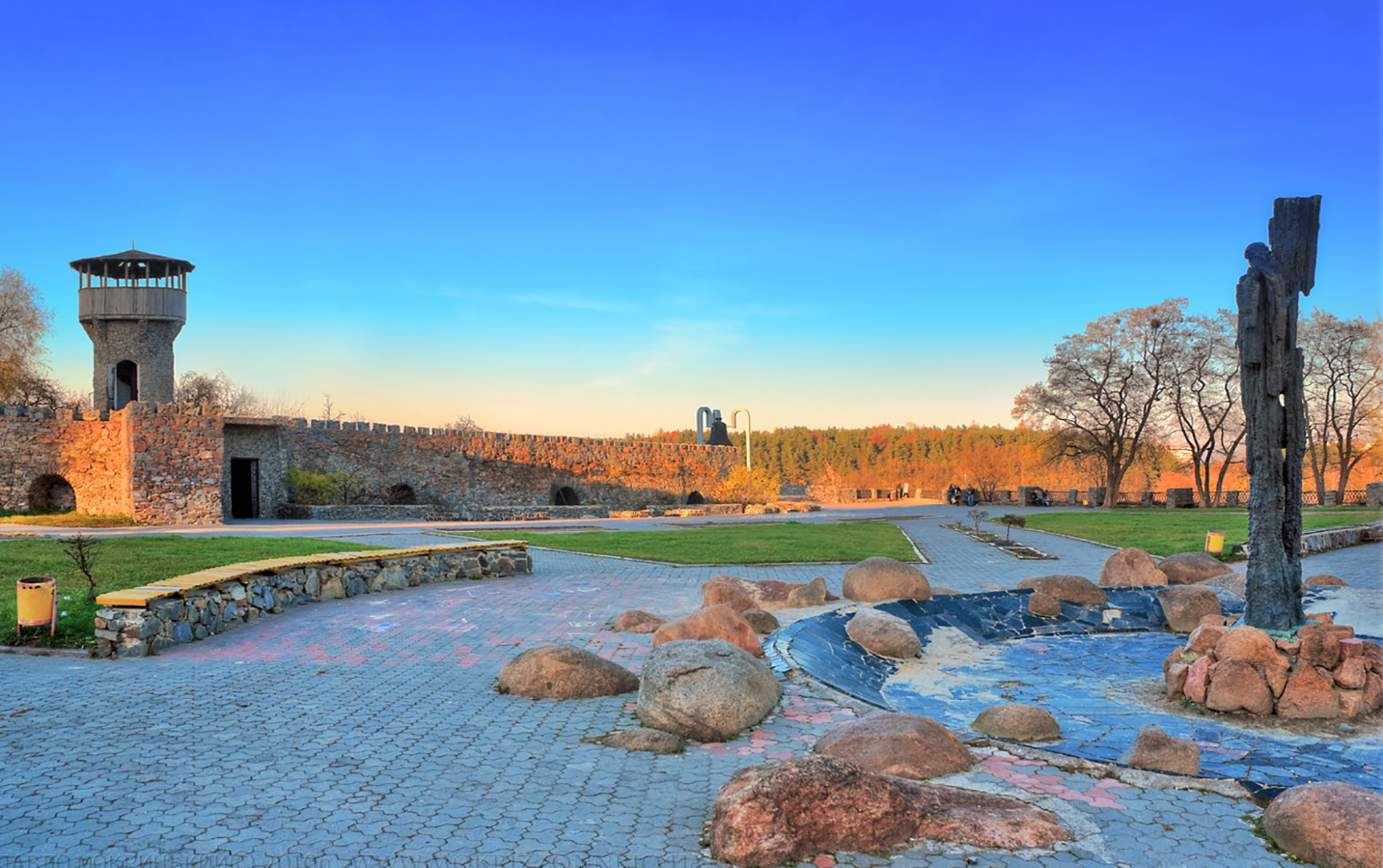
Реконструкція частини Звягельської фортеці

### Сьогодення
Сучасний Звягель займає площу 2667 га, з якої забудовано 2053 га. Як показав останній перепис, чисельність населення міста в грудні 2001 р. становила 56 555 чоловік. За даними місцевої топонімічної комісії, у 1997 р. у місті нараховувалося 344 вулиць, провулків і площ.
За 10 км від міста проходить нафтопровід «Дружба» з нафтоперекачувальною станцією в селі Чижівка. За 5 км від міста розташована нафтоналивна станція для завантажування нафтопродуктів в залізничні цистерни, термінали для зберігання нафтопродуктів.
Основні об'єкти виробничої та не виробничої сфери: 21 промислове підприємство, 5 транспортних організацій, 9 будівельних організації, 52 підприємства торгівлі, 38 громадського харчування, 62 підприємства сфери послуг.
Пріоритетні види діяльності: перероблювання молока, видобувна (щебінь), мікробіологічна (ветеринарні препарати), харчова, будівельна (виробництво будівельних матеріалів), деревообробна (виготовлення меблів).
Продукція, послуги, якими славиться місто: хліб, хлібобулочні вироби, м'ясо, м'ясопродукти, питна вода, медпрепарати, одяг, меблі та столярні вироби, продукція машинобудування, продукція для будівництва (камінь, щебінь, залізобетонні вироби).

## Населення
| Зміни кількості населення Звягеля |
| --------------------------------- |

Станом на 1 січня 2021 року в Звягелі мешкало 55 463 особи. За кількістю населення місто посідає четверте місце в Житомирській області, перше — в Звягельському районі. За 2020 рік кількість жителів скоротилася на 327 осіб, за рахунок природного скорочення — на 371, але спостерігався міграційний приріст — на 44 особи.

### Розподіл населення за національністю та мовою
Національний склад населення згідно з даними Всеукраїнського перепису 2001 року:
| Національність | Кількість | Частка, % |
| -------------- | --------- | --------- |
| українці       | 48238     | 85,29     |
| росіяни        | 4813      | 8,51      |
| поляки         | 2427      | 4,29      |
| білоруси       | 325       | 0,57      |
| євреї          | 188       | 0,33      |
| роми           | 151       | 0,27      |
| німці          | 61        | 0,11      |
| молдовани      | 44        | 0,08      |
| вірмени        | 53        | 0,09      |
| болгари        | 15        | 0,03      |

Розподіл населення за рідною мовою за даними перепису 2001 року:
| Мова            | Кількість | Відсоток |
| --------------- | --------- | -------- |
| українська      | 50544     | 89.37%   |
| російська       | 5662      | 10.01%   |
| циганська       | 100       | 0.18%    |
| білоруська      | 73        | 0.13%    |
| польська        | 53        | 0.09%    |
| вірменська      | 26        | 0.05%    |
| румунська       | 7         | 0.01%    |
| єврейська       | 6         | 0.01%    |
| інші/не вказали | 84        | 0.15%    |
| Усього          | 56555     | 100%     |

## Освіта
У Звягелі функціонує 11 середніх спеціальних шкіл (зокрема ліцей № 1, № 4 та № 11), 4 вищі навчальні заклади, 3 клубні установи, 9 бібліотек, 3 музеї, музична та художня школи.
Серед найвідоміших закладів вищої освіти — медичний коледж, який заснований у вересні 1936 року, а також політехнічний фаховий коледж та економіко-гуманітарний коледж.

## Культура
В місті діє три загальноміські музеї — музей Лесі Українки, музей родини Косачів та краєзнавчий музей.
Однією з візитівок міста є краєзнавчий музей, який розташований по вулиці Соборності, буд. 24. Музей діє від 2006 року, створений на базі музею бойової слави, має геологічний, археологічний, середньовічний, етнографічний та воєнний відділи.
Найбільша бібліотека — Новоград-Волинська центральна міська бібліотека ім. Юрія Ковальського, розташована у приміщенні міського Палацу культури ім. Лесі Українки.
Сайт з історичними фото та відео міста «Віртуальний музей міста Звягель (Новоград-Волинський)» — zwiahel.info.

## Релігія
- Римо-католицька церква
- Костел Христа Царя Всесвіту
- Костел Воздвиження Хреста Господнього
- Свято-Михайлівська православна церква

## Спорт
У місті базується професійний футбольний клуб «Звягель» заснований у 1993 році. Домашні матчі приймає на стадіоні «Авангард», місткістю 2397 глядачів.

## ЗМІ
- Газета «Звягель»
- Газета «Лесин край»
- Газета «Час плюс»
- Телерадіокомпанія «Мальта»

## Історичні пам'ятки

Пам'ятник Тарасові Шевченку

У Звягелі на обліку перебувають 75 пам'яток історії, та 3 пам'ятки монументального мистецтва. Усі вони місцевого значення.
Найвідоміші пам'ятники:
- пам'ятник Лесі Українці,
- пам'ятник Т. Г. Шевченку.

Найвідоміші історико-архітектурні пам'ятки та старі будівлі:
- Поштова станція,
- Звягельський замок,
- будинок-садиба Мезенцевих,
- будівля в'язниці по вул. Волі,
- Новоград-Волинський краєзнавчий музей,
- будівля залізничного вокзалу.

## Відомі люди

Пам'ятник на честь 750-ї річниці міста

- У 1823–1825 роках було створено і діяло Товариство об'єднаних слов'ян, яке очолювали відомі діячі декабристського руху — Петро (1800–1854) і Андрій (1798–1854) Борисови та уродженець міста Юліан Люблінський (1798–1873).
- 1828 року в сім'ї місцевого міщанина народився Іван Ярмохович — український художник, педагог.
- 1846 року місто відвідав Т. Г. Шевченко. Його захоплення мальовничими краєвидами Новограда-Волинського зображене в повісті «Варнак».
- З 1868 до 1879 року в місті проживала родина Косачів — П. А. Косач (1840–1909) — голова з'їзду мирових посередників та його дружина О. П. Драгоманова-Косач (Олена Пчілка) (1849–1930) — відома письменниця, фольклористка, науковий діяч (перша жінка — член-кореспондент Української академії наук). У Новограді-Волинському в родині народилися три дитини:
  - 1869 року — син Михайло Косач (1869—1903) — вчений, математик і фізик, який багато зробив для розвитку української метеорології, письменник, він писав під псевдонімом Михайло Обачний,
  - у 1871 році — донька Лариса Квітка-Косач (Леся Українка) (1871—1913) — велика українська поетеса, драматург, громадська діячка,
  - у 1877 році — донька Ольга Косач-Кривинюк (1877—1945) — перший біограф Лесі Українки та зберігач архіву родини Косачів.
- У місті на гостині у Косачів бували Михайло Драгоманов, Володимир Антонович, Михайло Старицький, Микола Лисенко — фундатори української фольклористики, археології, літератури й музики.
- У 1874 році в місті народився відомий єврейський письменник Мордехай Зеєв (Вольф) Феєрберг (1874—1899), який залишив помітний слід у сучасній єврейській літературі.
- У 1883 році у Новограді-Волинському народився Борис Савелійович Лисін (1883—1970) — академік АН УРСР, фундатор силікатної науки в Україні.
- У 1911 році народився відомий американський вчений у галузі  електротехніки Якоб (Джейкоб) Мільман (1911—1991) — професор Колумбійського університету.
- У 20-х роках XX сторіччя в трудовій школі навчався німецький радянський письменник Ернест Кончак (1903–1979).

- У місті народилися Герої Радянського Союзу:
  - Сірагов Павло Іванович (1922–2005) — герой німецько-радянської війни.
  - Бурковський Анатолій Трохимович (1916–1985) — герой німецько-радянської війни.
- У 1932–1938 роках в місті проходив службу Андрій Іванович Єрьоменко (1892—1970) — Маршал Радянського Союзу, Герой Радянського Союзу.
- У 1940–1941 роках в місті проходив службу Костянтин Костянтинович Рокоссовський (1896–1968) — Маршал Радянського Союзу, двічі Герой Радянського Союзу.
- У різні часи проживали та проходили службу в Новограді-Волинському Герої Радянського Союзу Ведмеденко Іван Іванович (1921–1997), Костюк Йосип Степанович (1919–1981), Ліпаткін Федір Акимович (1918–1952), Распопов Іван Єгорович (1918—1961), Філософов Олександр Олександрович (1924–1984), Шостацький Григорій Миколайович (1908–1945), Шевченко Михайло Степанович.

### У місті народилися
- Руслан Бабівський (1972—2016) — солдат Збройних сил України, учасник російсько-української війни.
- Микола Бармак — український історик, учитель, науковець. Доктор історичних наук (2007), професор (2010). Член Українського геральдичного товариства.
- Юрій Волков (1989—2016) — солдат Збройних сил України, учасник російсько-української війни.
- Сабіна Галицька (1994—2018) — сержант, медик 10-ї окремої гірсько-штурмової бригади Збройних сил України.
- Юрій Глухов (1993—2014) — старший солдат Збройних сил України, учасник російсько-української війни.
- Валерій Залужний — Головнокомандувач Збройних Сил України (27 липня 2021 — 8 лютого 2024).
- Володимир Коломієць — український архітектор.
- Валерій Корнєєв — український науковець, зоолог, ентомолог, професор, доктор біологічних наук, викладач, поет, перекладач, актор, автор аудіовистав.
- Ростислав Корчунов — підполковник Армії УНР[22].
- Володимир Кот (1978—2022) — старший сержант Збройних сил України, учасник російсько-української війни.
- Андрій Кулініч (1992—2015) — солдат ЗСУ, учасник російсько-української війни.
- Олександр Лисюк (1935—1998) — заслужений лікар України.
- Володимир Литвин — Голова Верховної Ради України.
- Іван Мамайчук — композитор, педагог, диригент, музично-громадський діяч, автор гімну та почесний громадянин міста Новограда — Волинського.
- Олександр Марчук (1988—2015) — лейтенант, командир 3-го механізованого взводу 5-ї роти 2-го батальйону 30-ї окремої механізованої бригади (Новоград-Волинський). Загинув у часи російсько-української війни.
- Віктор Мержвинський —  кандидат філологічних наук, головний редактор газети «Кримська світлиця» (2016-2019), військовик Збройних сил України.
- Олександр Павлюк — український військовослужбовець, генерал-лейтенант Збройних сил України. Герой України (2022).
- Марина Поплавська (1970 —2018) — українська акторка, учасник проєктів «Дизель Студіо» (скетч-ком «На трьох», концертне шоу «Дизель Шоу»)[23][24][25].
- Антон Сидоров — мешканець міста (1987—2022), загинув 19 лютого 2022 року.
- Олег Стороженко (1985—2015) — мічман Збройних сил України, учасник російсько-української війни.
- Борис Тарасюк — Міністр закордонних справ України.
- Борис Шарварко — режисер, Народний артист України. Працював директором Новоград-Волинського Будинку культури.
- Олена Яковлєва — російська актриса театру і кіно.
- Сергій Ярунський — український композитор, диригент, випускник Новоград-Волинської музичної школи.

## Міста-побратими
Міста-побратими:
- Ломжа, Польща (1995)
- Суомуссалмі, Фінляндія (1996)
- Сурамі, Грузія (2002)
- Долина, Україна (2009)
- Пясечинський повіт, Польща (2012)
- Миргород, Україна (2014)
- Галич, Україна (2014)
- Белхатув, Польща (2014)
- Опочно, Польща (2018)
- Коломия, Україна (2021)
- Борислав, Україна (2021)
- Ризька метрополія, Латвія (2022)
- Людвігсгафен-на-Рейні (2023)

### Міста-партнери
- Калуш, Україна (2025)[27]
- Златопіль, Україна (2025)[28]

### Колишні
- 21 липня 2016 року розірвано з містом Курськом у Росії.[29]
- 18 травня 2022 року Новоград-Волинська міська рада розірвала угоду про співпрацю з містом Рогачовом Республіки Білорусь.